# Аменапркіч
Аменапркіч (вірм. Ամենափրկիչ, букв. —  Всеспаситель) — група пам'яток  вірменського середньовічного мистецтва з зображенням Розп'яття.
На відміну від більшості творів з рельєфними хрестами в Аменапркіч тема Розп'яття і супроводжуючі її композиції представлені в образотворчій формі. Можливо, пам'ятники цього типу сходять до Розп'яття (згадується в «Історії Вартапетів Левонда», VII ст.; не збереглося), для якого князь Ашот Патрік (685–689) збудував церкву в області Тарон, або до шанованого у Вірменії дерев'яного різьбленого Розп'яття Х ст. Його походження пов'язують з апостольськими часами; до Вірменії воно було привезено з Візантії царем Ашотом як дар імператора Василя. У 1013 р. для цього Розп'яття Григір Магістрос заново відбудував церкву в монастирі Авуц-тар поблизу Гегарду (з сер. XVIII ст. по нині. Розп'яття знаходиться в Патріаршій ризниці в Ечміадзіні). Найдавніший фрагмент святині представляє «Зняття з хреста з майбутніми св. Йосипом Аримафейським і Никодимом».
Збереглися 4 хачкари (рельєфні меморіальні хресні камені) типу Аменапркіч:
- 1273 р. з притвору монастиря Ахпат, був створений «в моління за атабага і амірспасалара  вірмен і  грузин Садуна»;
- 1279 р. з с. Урц Араратського р-ну (нині в монастирі Ечміадзін);
- 1281 р. з Дсеху (обл. Лорі);
- 1285 р. з Марцу.

Найбільш розгорнута композиція представлена на Аменапркічі з Ахпату. Зображення Розп'яття на центральному полі хачкару супроводжують фігури Богоматері, святих Іоанна Хрестителя, Йосипа Аримафейського, Никодима та апостолів, а також сонця, місяця і ангелів. Верхній регістр хачкару займає багатофігурне зображення Вознесіння Христового. Композиції виконані глибоким пластичним різьбленням на тлі дво- або трирівневого рослинного орнаменту і плетінки. Невеликі ділянки гладкої поверхні хреста і фону заповнені написами заголовним письмом.
Рельєфні зображення Розп'яття в середньовічній Вірменії створювалися також на фасадах церков (наприклад, на західному фасаді церкви монастиря Гандзасар, 1216–1230; на тимпані вікна гавіту монастиря Нораванк майстра Моміка, 1321) або на пам'ятках прикладного мистецтва (золотий оклад Бардзрабердського Євангелія, 1254; складень-релікварій царя Хетума II, 1293).
У вірменському мистецтві під впливом пам'яток типу Аменапркіч в умовні геометричні композиції хачкарів і хрестів на фасадах храмів включаються зображення окремих фігур і сцен.

## Ресурси Інтернету
- Аменапркич  [Архівовано 24 лютого 2011 у Wayback Machine.]
- «Architectural Ensembles of Armenia [Архівовано 4 лютого 2012 у Wayback Machine.]», by O. Khalpakhchian, published in Moscow by Iskusstvo Publishers in 1980.(англ.)
- «Rediscovering Armenia Guidebook [Архівовано 30 квітня 2006 у Wayback Machine.]», by Brady Kiesling and Raffi Kojian, published online and printed in 2005.(англ.)